# Jan Geniusz
Jan Geniusz (ur. 12 grudnia 1884 w Zapieckach, zm. ?) – podpułkownik artylerii Wojska Polskiego, kawaler Orderu Virtuti Militari.

## Życiorys
Urodził się 12 grudnia 1884 w Zapieckach, pow. białostockim, w rodzinie Józefa i Magdaleny z Czeremchów. W 1912 ożenił się z Heleną Narkiewicz.
25 maja 1920 objął dowództwo I dywizjonu 21 pułku artylerii polowej. Na czele tego pododdziału walczył na wojnie z bolszewikami. 3 maja 1922 roku został zweryfikowany w stopniu majora ze starszeństwem z dniem 1 czerwca 1919 roku i 80. lokatą w korpusie oficerów artylerii, a jego oddziałem macierzystym był 4 pułk artylerii ciężkiej. W latach 1923–1924 pełnił nadal służbę w 4 pułku artylerii ciężkiej w Łodzi na stanowisku dowódcy II dywizjonu detaszowanego w Częstochowie. W 1924 był awansował do stopnia podpułkownika ze starszeństwem z dniem 15 sierpnia 1924. W 1928 służył w 21 pułku artylerii polowej jako zastępca dowódcy pułku. W marcu 1929 został mianowany dowódcą 6 pułku artylerii polowej w Krakowie. W maju 1932 został zwolniony ze stanowiska dowódcy pułku i przeniesiony do dyspozycji dowódcy Okręgu Korpusu Nr V z zachowaniem dotychczasowego dodatku służbowego. Z dniem 31 grudnia 1932 został przeniesiony w stan spoczynku.
W 1934 pozostawał na ewidencji Powiatowej Komendy Uzupełnień Warszawa Miasto III. Posiadał przydział do Oficerskiej Kadry Okręgowej Nr I i był wówczas „przewidziany do użycia w czasie wojny”.

## Ordery i odznaczenia
- Krzyż Srebrny Orderu Wojskowego Virtuti Militari nr 4993 (1921)[12][13]
- Krzyż Walecznych
- Złoty Krzyż Zasługi (10 listopada 1928)[14]